# Tanusio Gemino
Tanusio Gemino (in latino Tanusius Geminus; I secolo a.C.) è stato uno storico romano.

## Biografia
Tanusio Gemino visse nel tardo I secolo a. C.. Il nome, piuttosto raro, lo indicherebbe come di area etrusca e di rango senatorio, visto che registra dettagliatamente un intervento in Senato nel 55 a.C..

## Annali
Di estrazione politica anti-cesariana, scrisse un non precisato numero di «voluminosi annali».